# Alice Nine
Alice nine (アリスナイン, arisunain) est un groupe de visual kei japonais,.

## Formation
- Shou (将?) – chant
- Hiroto (ヒロト?) – guitare
- Tora (虎?) – guitare
- Saga (沙我?) – basse
- Nao (NAO?) - batterie

## Discographie

### Albums
- 2006 : Zekkeishoku
- 2007 : Alpha
- 2009 : Vandalize
- 2011 : Gemini
- 2012 : "9"
- 2014 : Supernova

### Mini-Albums
- 2004 : Gion Shouja no Kane ga Naru
- 2005 : Alice in Wonderland
- 2005 : Kasou Musou Shi

### Compilations
- 2010 : Alice Nine Complete Collection 2006-2009
- 2013 : Alice Nine Complete Collection Ⅱ 2010-2012

### Singles
- 2004 : Namae wa, Mada Nai
- 2005 : Gin no Tsuki Kuroi Hoshi
- 2005 : Yami ni Chiru Sakura
- 2005 : Yuri wa Aoku Saite
- 2006 : Kowloon Nine Heads Rodeo Show
- 2006 : Fantasy
- 2006 : Akatsuki/Ikuoku no Chandelier[4]
- 2006 : Blue Planet
- 2007 : Jewels
- 2007 : White Prayer
- 2007 : Tsubasa
- 2008 : Mirror Ball
- 2008 : Rainbows
- 2008 : Cross Game
- 2009 : Hana
- 2010 : Senkou
- 2010 : Stargazer:
- 2011 : Blue Flame
- 2011 : Heart of Gold
- 2011 : Niji no Yuki
- 2013 : Daybreak
- 2013 : Shadow Play
- 2013 : Shooting Star
- 2014 : Shining

### DVD
- 2006 : Alice in Wonderfilm
- 2006 : Number Six
- 2007 : Hello, Dear Numbers
- 2008 : Alice in Pictures I
- 2008 : Alice in Pictures II
- 2008 : Discotheque play like "A" Rainbows -enter&exit-
- 2009 : Untitled Vandal（ism）#Finale [Graced The Beautiful Day]
- 2011 : Tokyo Galaxy Alice Nine Live Tour 10 "Flash Light from the Past" Final at Nippon Budokan
- 2012 : Alice in Pictures III
- 2013 : 2012 Court of "9"#4 Grand Finale Countdown Live
- 2014 : Resolution-ALICE IN ASIA

### Filmographie
- Aquarian Age: Sign for Evolution[5] (2007)